# IC 4815
IC 4815 је лентикуларна галаксија у сазвјежђу Паун која се налази на листи објеката дубоког неба у Индекс каталогу.
Деклинација објекта је - 61° 42' 4" а ректасцензија 19h 6m 50,8s. Привидна величина (магнитуда) објекта IC 4815 износи 13,4 а фотографска магнитуда 14,4. IC 4815 је још познат и под ознакама ESO 141-26, PGC 62778.